# Bridport
Koordinaten: 50° 44′ N, 2° 46′ W

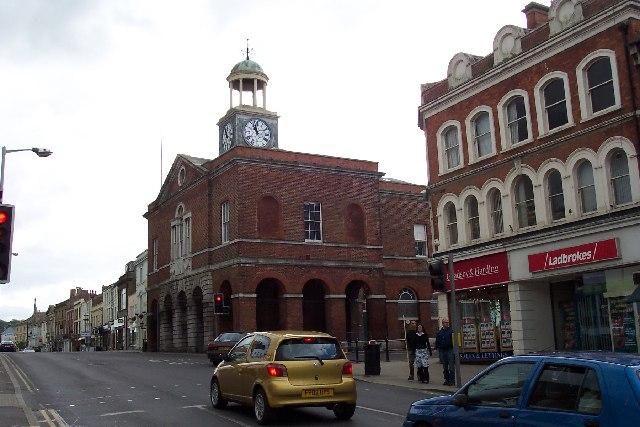
Das Rathaus von Bridport

Bridport ist ein Ort mit 13.569 Einwohnern (2011) in Dorset, England.

## Geographie
Der Ort ist etwa 2 km von West Bay, das ursprünglich Bridport Harbour hieß und an der Jurassic Coast liegt, entfernt. Bridport liegt am Fluss Brit, in den im Ort die Flüsse Asker und Simene münden.

## Geschichte
Der Ort lebte ursprünglich von seinem Fischereihafen und der Herstellung von Seilen. Heute ist der Ort ein beliebter Zweitwohnsitz und lebt vom Tourismus. Die Bierbrauerei Palmer’s Brewery (JC & RH Palmer Ltd) ist in Bridport ansässig.
Die Bürger von Bridport gründeten 1854 die Bridport Railway und begannen 1855 mit dem Bau einer Eisenbahnverbindung, die 1857 fertiggestellt wurde. Die Strecke wurde dann aber von der Great Western Railway betrieben, die 1884 die Strecke bis nach West Bay verlängerte. Die Anbindung an die Eisenbahn minderte die Bedeutung des Hafens und führte dazu, dass die Gemeinde sich zum Badeort wandelte. Die Teilstrecke nach West Bay wurde 1930 eingestellt, der Bahnhof von Bridport wurde 1975 geschlossen.

## Städtepartnerschaft
Bridport unterhält eine Städtepartnerschaft mit Saint-Vaast-la-Hougue in Frankreich.

## Namensgeber
Die Stadt ist Namensgeber der Schiffe HMS Bridport.

## Persönlichkeiten

### Söhne und Töchter der Gemeinde
- Giles of Bridport († 1262), Geistlicher, Bischof von Salisbury 1256–1262
- William Hounsell von Gündell (1813–1883), Offizier
- Frederick Weld (1823–1891), Politiker, Premierminister Neuseelands 1864–1865
- Arthur Lee, 1. Viscount Lee of Fareham (1868–1947), Politiker (Conservative Party)
- Colin Gibson (* 1960), Fußballspieler
- PJ Harvey (* 1969), Sängerin, Songwriterin, Lyrikerin und bildende Künstlerin

### Mit der Gemeinde verbundene Persönlichkeiten
Da die Ortschaft Burton Bradstock ebenfalls zum Verwaltungsbezirk von Bridport gehört, darf sie den Musiker Billy Bragg und die Musikerin und Künstlerin PJ Harvey zu ihren Einwohnern zählen.

## Belege
1. ↑  Siehe z. B. den Artikel Welcome to Bridport or Notting Hill on the Sea  in The Telegraph, 17. März 2007.